# Serviteurs du roi au Canada sous le Régime français
Les serviteurs du roi au Canada sous le Régime français étaient le corps des fonctionnaires royaux présents au Canada à l'époque de la Nouvelle-France. S'ils furent présents dès la fondation des premiers établissements permanents au Canada au début du XVIIe siècle, les serviteurs du roi ne se multiplièrent qu'avec la transformation de la colonie en colonie royale en 1663. Les officiers de justice veillaient au bon fonctionnement de l'appareil judiciaire, différents administrateurs aux tâches diverses s'occupaient de l'administration alors que le conseil souverain de la Nouvelle-France représentait la plus haute instance administrative et judiciaire de la colonie. Cependant, tous étaient soumis à une hiérarchie sociale les mettant plus ou moins directement sous l'autorité de l'intendant, administrateur numéro un du roi au Canada.     
Malgré le prestige rattaché à certaines fonctions, les serviteurs du roi ne pouvaient pas financièrement survivre uniquement par leur service au roi, les forçant au cumul des charges ou à d'autres activités. Ils étaient donc en plus d'être fonctionnaires des agriculteurs, des seigneurs ou des marchands.    

## 1663: point de départ du gouvernement royal
Avant 1663, le Canada était une colonie gérée par une compagnie commerciale à monopole. Le gouverneur, nommé par la compagnie, était investi des pleins pouvoirs administratifs et judiciaires. Pour l'aider dans sa tâche de rendre la justice, il partageait le pouvoir juridique avec des magistrats nommés par lui. 
En 1663, le roi Louis XIV reprit en main les affaires de la colonie avec l'aide de son secrétaire à la marine et principal ministre, Jean-Baptiste Colbert. Toute la Nouvelle-France, y compris le Canada, passa ainsi sous gouvernement royal. L'organisation de la colonie était désormais calquée sur celle des provinces françaises mais fut simplifiée par volonté absolutiste du souverain. Désormais, le gouvernement était assuré par le gouverneur, représentant du roi et responsable des affaires militaires, et l'intendant, qui avait la charge de l'administration et de la justice. Les compagnies commerciales ne disparurent pas pour autant du paysage canadien. La gestion des colonies (y compris le Canada) fut initialement confiée à la Compagnie des Indes occidentales, qui prit en charge les affaires du Canada de 1664. Cette survivance des compagnies ne changea cependant pas le passage à un gouvernement royal au Canada, et les deux systèmes cohabitèrent ensemble jusqu'à la dissolution de la compagnie en 1674, ce qui marquait la prise en main définitive des affaires coloniales par le roi.

## Le conseil souverain

### Fonctions administratives
Le Canada fut doté d'un conseil souverain dès la reprise en main de la colonie par Louis XIV en 1663. Avant l'arrivée de l'intendant dans la colonie en 1665, il disposait d'importants pouvoirs politiques et avait un rôle administratif essentiel. Ses fonctions étaient diverses et variées. Le conseil avait, entre autres, autorité sur les affaires de la traite des fourrures, sur les finances, le commerce et les règlements de police générale. De tels pouvoirs étaient temporaires, car ces prérogatives passèrent dès 1665 dans les compétences de l'intendant. Le conseil conservait le rôle administratif propre aux différents parlements des provinces françaises, celui d'enregistrer les ordonnances du roi, d'émettre des remontrances à ce sujet et de faire des arrêts de règlements lorsque l'ordonnance était jugée trop vague. Cependant, l'intendant, suivant la volonté de centralisation absolutiste de Versailles, prit de l'ascendant et le conseil vit la perte progressive de ses dernières prérogatives administratives. Il perdit le droit de faire des remontrances avant l'enregistrement en 1673, on lui enleva l'autorisation de réglementer lorsque l'intendant était présent (1675), puis absent (1685), pour finalement n'avoir le droit d'enregistrer les ordonnances qu'avec l'approbation du gouverneur ou de l'intendant. Pour marquer sa soumission au pouvoir royal, le conseil souverain devint le conseil supérieur au début du XVIIIe siècle et ne conserva que ses fonctions judiciaires.
Au cours du XVIIIe siècle, le conseil souverain était donc constitué du gouverneur, de l'évêque, de l'intendant et de neuf conseillers laïcs. Ces conseillers étaient nommés à vie par le roi et recevaient un maigre salaire en compensation. Toutefois, le conseiller avec le plus d'ancienneté, nommé le premier conseiller, était mieux payé. Les membres du conseil délibéraient des affaires d'administration et les conseillers enregistraient les ordonnances du roi.

### Fonction judiciaire
Contrairement au parlement anglais, qui avait des fonctions politiques, les différents parlements de France étaient avant tout des appareils judiciaires. Le conseil souverain de la Nouvelle-France s'inscrivait lui-aussi dans ce cadre et fut durant toute la durée du régime français principalement un organe de la justice royale. Cour souveraine de justice, le conseil avait pour tâche de superviser l'appareil judiciaire conjointement avec l'intendant et servait surtout de cour d'appel. Il représentait la plus haute autorité judiciaire de la colonie. L'intendant, membre du conseil, se positionna cependant progressivement de manière à contrôler plus étroitement l'administration de la justice de deuxième instance. Il entra donc souvent en conflit avec le procureur général du roi, aussi membre du conseil. La fonction de procureur général du roi ressemblait beaucoup à celle d'un procureur du roi ordinaire, mais il disposait de plus de prérogatives. Il était le défenseur du domaine du roi et des intérêts de la couronne. Il devait s'assurer que les ordonnances royales étaient bien appliquées et que la justice était rendue uniformément partout sur le territoire. Au sein du conseil, il était le conseiller des conseillers et aidait le conseil à rendre justice en restant à l'intérieur du droit. De plus, il s'informait sur la vie et les mœurs des candidats au poste de conseiller et préparait pour le roi certains dossiers jugés difficiles par l'administration. 

### Nomination au conseil
En raison du nombre très réduit de conseillers et à l'influence, limitée certes, qu'ils avaient sur la vie politique coloniale, le poste de conseiller était une fonction prestigieux. En effet, être nommé pour un poste de conseiller au sein du conseil souverain était vu comme l'apogée de la carrière publique pour la très vaste majorité des Canadiens. Les prérequis d'âge et de compétences étaient les mêmes que pour les autres offices, et les aspirants conseillers pouvaient aussi obtenir des lettres de dispense fournies par le roi. Toutefois, l'entrée au conseil n'était accordée qu'à certains nobles ou aux individus les plus influents et instruits de la colonie. Tout conseiller se devait d'être bien au fait du commerce, du monde de l'administration et de la magistrature. Mais, le manque de personnel qualifié et le désir du roi de fidéliser les membres du conseil ouvrit la voie à un certain népotisme. Il ne fut pas rare en effet que le fils ainé succède au père au sein du conseil souverain. Par exemple, François Ruette d'Auteuil céda à sa mort sa charge de conseiller à son fils ainé à sa mort en 1679. Malgré l'opposition véhémente du gouverneur Frontenac, le conseil accepta d'accueillir le jeune Ruette d'Auteuil dans leur rang.
À la création du conseil en 1663, toute nomination devait être approuvée par l'évêque et le gouverneur afin d'empêcher l'un ou l'autre de placer de ses alliés ou de ses partisans au conseil. Cette manière de procéder dura jusqu'en 1675, après quoi seul le roi pouvait approuver la nomination des conseillers.     

### Au service des puissants
Malgré le prestige de leur fonction qui leur accordait la première place parmi les serviteurs du roi, les conseillers du conseil souverain étaient soumis aux politiques des hauts administrateurs de la colonie. La centralisation de la justice et de l'administration autour du personnage de l'intendant  contribua à l'affaiblissement de l'influence que les conseillers pouvaient avoir sur la vie politique au Canada. La perte du droit de remontrances puis les diverses obligations dépendant de l'intendant lors de l'enregistrement des édits priva le conseil de ses leviers législatifs et de son autonomie d'action. Les conseillers tentèrent à plusieurs reprises de démontrer leur indépendance, comme en 1714 lorsque la disette s'abattit sur Québec; le conseil, en l'absence de l'intendant Bégon, alors à Montréal, rédigea un arrêt préparatoire pour combattre la famine. De telles actions furent sans lendemain, le roi rappelant les limites évidentes de leur autorité. Les conseillers ne s'impliquaient donc réellement que dans les dossiers où le gouverneur et l'intendant voulaient bien les entendre.L'influence des conseillers était aussi limitée par le rôle de ceux-ci dans les conflits entre le gouverneur et l'intendant. Ces derniers, étant les deux figures les plus puissantes de la colonie, étaient souvent en querelle quant à leurs compétences respectives. Ces querelles se transportaient au conseil, où tous deux étaient membres. Un manque de tact politique pouvait créer des conflits entre les conseillers et leurs supérieurs, bloquant ainsi l'administration. Par exemple, les tensions entre les conseillers, dont Ruette d'Auteuil Père, et Frontenac paralysèrent l'administration autour de la question de la libre délibération du conseil et de la préséance du gouverneur sur celui-ci. Quant à Ruette d'Auteuil Fils, ses bévues dans la Compagnie de la Colonie et son implication jugée insolente et empreinte de conflits d'intérêts  par le reste des membres du conseil lors d'un acte de prise à partie de sa belle-sœur contre l'intendant Raudot poussèrent le conseil souverain à le destituer de sa fonction de procureur général du roi en 1707.            

## L'appareil judiciaire

### Multiplication des offices
Le passage  à une colonie royale ne marqua pas l'apparition d'un appareil judiciaire en Nouvelle-France. En effet, le gouverneur Jean de Lauzon avait supervisé dès 1651 la création de la sénéchaussée de Québec comme cour de justice. 
Cependant, la prise en main de la colonie par le pouvoir royal permit aux instances judiciaires de se réorganiser et de se multiplier dans les villes du Canada et dans certaines seigneuries en campagne. La prévôté de Québec, tribunal de première instance, fut créée en 1666, et suivit rapidement la création de petites cours similaires à Montréal et Trois-Rivières l'année même. Profitant de l'évolution démographique, certaines seigneuries bien peuplées (par exemple celles de Beaupré, Île d'Orléans, Beauport, Batiscan, Montréal) se dotèrent de leurs propres tribunaux gérés par les seigneurs. Cette justice seigneuriale, qui ne s'occupait que des cas de basse justice, resta un phénomène relativement rare et sembla se résorber au XVIIIe siècle au profit des tribunaux urbains. À Québec fut créée la cour de l'amirauté, qui entendait les causes relevant des marins ou du commerce maritime. Ce tribunal distinct de la prévôté de Québec fut créé en 1717 mais ne commença à entendre des causes qu'en 1719. Avec la multiplication des cours vint une augmentation du nombre de fonctionnaires nécessaires à leurs bons fonctionnements.

### Les différents officiers de justice
Le lieutenant civil et criminel était le juge des tribunaux de première instance comme la prévôté de Québec. Chaque tribunal devait employer au moins un lieutenant civil et criminel. Ce juge avait la charge de prendre connaissance, d'instruire, de juger et de conclure toutes les causes lui était présenté. Il était parfois accompagné du lieutenant particulier, qui servait de juge suppléant en cas d'indisponibilité ou de conflit d'intérêts. Le lieutenant particulier de Québec fut placé à la charge de juge du tribunal de l'amirauté en 1719.
Le procureur du roi assurait toute poursuite contre les crimes commis dans sa juridiction. Il enquêtait sur les causes qui lui étaient dénoncées et intentait la poursuite au nom du roi si aucun particulier n'était prêt à le faire. Lors du procès, il se chargeait de l'accusation en présentant la preuve et les éléments contre l'accusé. Son rôle se rapproche de celui de l'avocat de la couronne dans le système juridique implanté au Canada aujourd'hui.
Le greffier avait la charge d'écrire et de copier les différents papiers des cours de justice. Il tenait les registres, rédigeait les différentes requêtes, gardait les archives du tribunal, émettait les différentes copies des documents et était présent au greffe, où il recevait et distribuait les dépôts. Il n'avait aucune influence sur le déroulement d'un procès et n'était qu'un simple exécutant de la justice coloniale. Ce rôle était peu prestigieux mais capital au bon déroulement de la justice, les documents rédigés par les greffiers prouvaient que la procédure judiciaire était bien respectée. Il était parfois secondé d'un ou de plusieurs commis-greffiers.
Ces fonctionnaires avaient souvent besoin des services du prévôt de la maréchaussée, qui était un magistrat aux fonctions diverses. Il devait rechercher les criminels et les déserteurs en fuite et escortait les prisonniers au lieu de leur supplice. Il disposait de quelques hommes sous son autorité. Le charpentier du roi relevait de son autorité et devait construire et installer l'échafaud, en plus des autres outils nécessaires aux maîtres des hautes œuvres. Le prévôt de la maréchaussée était accompagné par une brigade de quatre à six «archers» lui servant d'hommes de main. Pour les situations plus dangereuses, son groupe pouvait être renforcé de soldats.

## L'appareil administratif

### Une concentration en ville
L'administration urbaine représentait l'écrasante majorité de l'appareil bureaucratique du pouvoir colonial. Québec. Les serviteurs du roi œuvrant dans l'administration étaient donc concentrés à Québec, Trois-Rivières et Montréal. Capitale du Canada et de toute la Nouvelle-France, la ville de Québec était le haut lieu du pouvoir politique et abritait le gouverneur, l'intendant et le conseil souverain. En conséquence, la majorité des grands serviteurs du roi figurant en haut de la hiérarchie sociale habitaient aussi Québec. Le palais de l'intendant, situé dans la Basse-Ville, était le quartier-général de la bureaucratie au Canada. Il abritait la majorité des services administratifs de la colonie, allant des magasins royaux protégés par les gardes-magasins à la prison du palais. Petits et grands fonctionnaires y travaillaient, l'endroit était utilisé tant par le conseil souverain que par les divers commis et secrétaires. Ces secrétaires et le commis étaient au bas de l'échelle administrative de la colonie. Ils s'occupaient des correspondances et des autres papiers qu'ils copiaient et renvoyaient aux fonctionnaires concernés, en plus de relayer les ordres de l'intendant.   

### Des ramifications en campagne
La forte concentration du pouvoir administratif en ville laissait très peu de fonctionnaires en campagne. Il revenait aux capitaines de milice des différentes paroisses de s'assurer que les ordonnances royales soient connues des habitants. Quelques notaires travaillaient aussi à la campagne et étaient bien souvent les seuls serviteurs du roi en contact avec les habitants, si l'on exclut le capitaine de milice. Toutefois, la faible concentration de la population rurale limitait leur nombre, un notaire devait souvent se charger de plusieurs paroisses.    
Il existait deux types de notaires au Canada. Le notaire royal était nommé par l'intendant, et le notaire seigneurial était nommé par le seigneur. Tous deux avaient la charge de rédiger des actes notariés, des registres et des transactions diverses. Son rôle était essentiel car les actes notariés conservaient les traces des différents contrats et certains actes civils comme le mariage ou le baptême. Le notaire disposait parfois des connaissances nécessaires pour être praticien du droit.    
Le gouverneur nommait un capitaine de milice dans chaque paroisse. Le capitaine de milice servait de relais du pouvoir administratif de la colonie en lisant puis affichant les différentes ordonnances du roi après la messe. Il veillait à faire exécuter par les paroissiens les ordres militaires et administratifs. Contrairement aux autres serviteurs du roi, il n'était pas rétribué pour ses services.    

### L'intendant et son subdélégué
Le subdélégué de l'intendant était un serviteur du roi qui pouvait œuvrer tant en ville qu'en campagne selon l'assignation qui lui était donné par l'intendant. Son rôle variait selon les raisons qui justifiaient cette assignation, mais le subdélégué de l'intendant apparaissait comme le représentant officiel du pouvoir colonial lors de ses missions.  Il existait souvent une relation privilégiée entre le subdélégué et l'intendant, ce dernier faisait confiance au premier pour mener à bien les tâches qu'il lui déléguait.
Il revenait au subdélégué de l'intendant d'effectuer les tâches que l'intendant n'avait pas le temps d'effectuer. Pour mener à bien ses missions, le subdélégué se voyait délégué les pouvoirs de l'intendant. Il devait recueillir les témoignages et les avis de certains fonctionnaires ou de certains habitants pour les transmettre à l'intendant. À la campagne, il exécutait la justice et collaborait avec le commis du domaine du roi pour combattre la contrebande vers les tribus autochtones ou la Nouvelle-Angleterre. Il veillait aussi avec le grand voyer à l'entretien des routes. Ce dernier s'occupait de la construction et de l'entretien des routes, des rues, des chemins et des ponts, ainsi que de l'alignement des maisons dans les villes. Sous l'ordre de l'intendant, le grand voyer et le subdélégué furent responsables de la construction du chemin du Roy entre Québec et Montréal, achevé en 1737. 

## Entrée dans le corps des serviteurs du roi

### Nomination à une charge
Avant d'entrer dans le corps des serviteurs du roi, il était nécessaire au candidat potentiel de remplir certains prérequis. Pour assurer la qualité de l'administration et de la justice au sein de son royaume et dans ses colonies, le roi avait mis en place plusieurs contraintes pour réguler qui entrait à son service. Tout candidat ne pouvait devenir officier qu'à l'âge de 25 ans, soit l'âge de la majorité à l'époque. De plus, seuls les Catholiques pratiquants pouvaient espérer avoir accès aux magistratures administratives ou judiciaires. Il existait aussi une règle régissant la consanguinité et les alliances au sein de l'appareil judiciaire. En théorie, il était donc interdit au postulant d'avoir des parents, alliés directs ou des proches cousins travaillant dans la même cour que celle où il postulait. Cette contrainte visait surtout à contrer le népotisme, la vénalité des charges et limiter les possibles conflits d'intérêts à l'intérieur des tribunaux royaux. Pour s'assurer que le candidat satisfaisait ces exigences, on procédait à un examen de vie et des mœurs, qui servait d'entrevue au postulant . Pour les postes les plus prestigieux, cet examen se faisait devant les membres du conseil souverain. Pour les postes inférieurs, cet examen se conduisait devant l'intendant ou le tribunal que l'on souhaitait joindre. «L'information de Vie et mœurs, âge compétent, conversation et religion catholique, apostolique et romaine» se déroulait devant trois témoins, dont un ecclésiastique. Ce dernier assurait que le candidat menait une vie chrétienne et faisait ses Pâques, alors que les deux autres témoins, souvent des notables, justifiaient pourquoi le postulant était digne de la fonction visée et reconnaissaient le fait qu'il avait les connaissances nécessaires pour cette charge. Il revenait ensuite à l'intendant de confirmer ou d'infirmer la nomination. 
Toutefois, il existait des entorses pratiques à ce système. Le manque de personnel qualifié obligeait le pouvoir colonial à accepter des candidats qui ne disposaient pas de tous les prérequis. Dans ces occasions, le roi fournissait des lettres de dispense d'âge ou de parenté permettant au candidat de contourner le règlement. Par exemple, une lettre de dispense d'âge permit à Eustache Chartier de Lotbinière, âgé de seulement 22 ans, d'être reçu au conseil supérieur en 1710. Quant à l'examen de vie et de mœurs, il resait certes obligatoire, mais les témoignages n'étaient parfois qu'une formalité administrative. C'est ainsi que Jacques-Joseph Guiton de Monrepos, fraichement débarqué au Canada en 1741 pour exercer le poste de lieutenant civil et particulier à Montréal et ne connaissant personne dans la colonie, obtint comme témoignage valide les dires de ses compagnons de voyage, avec Mgr de Pontbriand en personne pour certifier la catholicité du magistrat.           

### Formation nécessaire
Tout serviteur du roi, à l'exception du maître des hautes œuvres, se devait de connaitre les rouages de la bureaucratie pour les administrateurs, et quelques notions de droit pour la judicature. Les prérequis nécessaires pour entrer dans l'appareil judiciaire au Canada étaient beaucoup moins sévères que ceux de la métropole. En effet, il était théoriquement nécessaire d'être licencié ès lois et inscrit au barreau pour pratiquer un emploi judiciaire en France, mais il était très difficile de trouver des gens avec de telles qualifications au Canada, forçant le gouvernement colonial à revoir à la baisse les compétences nécessaires pour pourvoir les différents postes. Le poste de notaire royal était particulièrement symptomatique de ce manque de compétences. La vérification des capacités juridiques de l'individu était tout au plus sommaires, voire inexistantes dans certains cas particuliers. Le simple fait de savoir lire et écrire, talent relativement rare à l'époque, semblait dans la majorité des cas suffisant pour obtenir le poste de notaire. Un cordonnier, un cabaretier et un menuisier purent ainsi devenir notaires. 
Ce manque de qualifications causait des problèmes permanents à l'intendant, qui devait gérer l'administration et la justice avec les moyens humains à sa disposition. Les intendants se plaignirent régulièrement à Versailles de la faiblesse des candidats à leur disposition. Gilles Hocquart, dans un mémoire de 1731, eu un jugement particulièrement sévère sur les fonctionnaires à sa disposition. Cependant, l'adaptation des différents partis permit à l'administration et à la justice de suivre leurs cours. La plupart des serviteurs du roi canadiens compensaient leur faiblesse théorique par une longue expérience sur le terrain. Beaucoup de magistrats dans le domaine de la justice étaient aussi autodidactes. Sous l'intendance de Hocquart, il fut convenu entre l'intendant et le ministre de la Marine que tout fonctionnaire travaillant dans l'appareil judiciaire devait se rendre apte à la judicature. Quant aux conseillers, plusieurs purent se familiariser avec le droit grâce à des conférences prononcées par le procureur général du roi, Louis-Guillaume Verrier.       

### Origines sociales des fonctionnaires
Les serviteurs du roi avaient des origines sociales diverses selon les fonctions qu'ils occupaient dans l'échelle administrative ou judiciaire. En ce qui a trait aux emplois dans le domaine judiciaire au XVIIIe siècle, la majorité des postes étaient pourvus par des Français métropolitains (environ 57,3% des postes de l'appareil juridique) alors que ceux d'origine canadienne représentaient environ 40% des officiers. 
| Fonction occupée par le père de l'officier | Pourcentage (%) |
| ------------------------------------------ | --------------- |
| Cabaretier                                 | 1,3             |
| Gentilhomme                                | 4               |
| Officier de judiciature                    | 33,3            |
| Officier militaire                         | 1,3             |
| Administrateur                             | 10,7            |
| Maître menuisier                           | 2,7             |
| Marchand ou bourgeois                      | 14,7            |
| Seigneur                                   | 1,3             |
| Inconnue                                   | 30,7            |
| Total                                      | 100             |

| Âge d'entrée en fonction | Pourcentage (%) |
| ------------------------ | --------------- |
| 15-19 ans                | 1,3             |
| 20-24 ans                | 1,3             |
| 25-29 ans                | 16              |
| 30-34 ans                | 13,3            |
| 35-39 ans                | 9,3             |
| 40-44 ans                | 10,7            |
| 45-49 ans                | 14,7            |
| 50-54 ans                | 9,3             |
| 55-59 ans                | 9,3             |
| 60-64 ans                | 5,3             |
| 65-69 ans                | 2,7             |
| Inconnu                  | 6,7             |
| Total                    | 99,99           |

Quant aux notaires, seulement 28,5% d'entre eux étaient Canadiens. L'âge moyen à la nomination était de 35,7 ans, mais tout comme les officiers de justice, la répartition sur la courbe d'âge était très importante. 

### Appartenance à une minorité
Le manque de personnel qualifié et la faiblesse démographique du Canada sous le régime Français faisaient des serviteurs du roi un cercle relativement fermé. La formation et les connaissances nécessaires pour participer à l'administration ou la justice  n'étaient pas accessibles à la majorité des habitants, ce qui pourrait en partie expliquer pourquoi une bonne partie des officiers de justice proviennent de milieux ou leurs pères étaient déjà à l'aise avec l'administration ou le droit. Vers 1744, seulement 7% des professionnels actifs au Canada étaient classés comme fonctionnaires, ce qui donnait moins d'une centaine de personnes. La bureaucratie canadienne était une petite institution. Par exemple, la prévôté de Québec ne fonctionna longtemps qu'à quatre membres (un lieutenant civil et criminel, un lieutenant particulier, un greffier et un procureur du roi) et celle de Montréal se passa du lieutenant particulier.   

### Prestige de la fonction
Exception faite du maître des hautes-œuvres, l'occupation d'un emploi dans l'administration ou la justice était une grande source de fierté pour ses détenteurs. Dans une société d'ordres très hiérarchisée comme celle du régime français, le service du roi était vu comme un grand honneur. La société canadienne avait une conception jalouse de l'honneur qui favorisait encore plus le prestige de servir le roi. Pour les hauts fonctionnaires, le service au roi était au cœur de leurs relations sociales et était source de certains privilèges, comme une place favorable dans les processions. Chaque fonctionnaire, du petit notaire royal en campagne au premier conseiller du conseil souverain retiraient donc une grande fierté personnelle de servir le souverain en plus d'un certain prestige social variant selon la tâche accomplie.            

## Les limites de l'influence des officiers

### Mobilité sociale
Une bonne partie des officiers de justice et des membres de l'administration provenaient de familles ayant déjà participé à la bureaucratie coloniale. S'engager comme serviteur du roi n'était donc pas un facteur de promotion sociale. Faire carrière dans l'administration ou la justice ne garantissait pas une charge de conseiller au conseil souverain ni un emploi comme lieutenant civil et criminel, les opportunités d'avancement étaient presque non-existantes. Il existait une certaine mobilité sociale à l'intérieur du corps des serviteurs du roi, les officiers pouvaient changer de poste, mais seuls les procureurs du roi au XVIIIe siècle semblèrent profiter de promotions dans l'appareil juridique. Pour la grande majorité des serviteurs du roi, la première nomination représentait bien souvent l'apogée de leurs carrières et ils ne pouvaient espérer monter plus haut dans l'échelle sociale. Au XVIIIe siècle, les officiers de justice conservaient leur premier emploi durant de nombreuses années, 42% des officiers le conservait de 10 à 19 ans tandis que 30% restaient au même poste de 20 à 34 ans. Donc, près du trois-quarts des fonctionnaires œuvrant dans la justice passaient plus d'une décennie au même poste sans aucune possibilité d'avancement ou de promotion.           

### Honoraires et cumul des charges
| Poste pourvu                                              | Salaire/traitement (en livres) |
| --------------------------------------------------------- | ------------------------------ |
| Procureur général du roi au conseil supérieur             | 1500                           |
| Premier conseiller du conseil supérieur                   | 750                            |
| Lieutenant civil et criminel (Québec)                     | 700                            |
| Prévôt de la maréchaussée                                 | 700                            |
| Greffier du conseil supérieur                             | 500                            |
| Lieutenant civil et criminel (Trois-Rivières et Montréal) | 450                            |
| Maître des hautes œuvres (bourreau)                       | 330                            |
| Conseiller au conseil supérieur                           | 300                            |
| Procureur du roi                                          | 250-300                        |
| Greffier                                                  | 100                            |

En plus de ce traitement annuel, certains officiers pouvaient toucher des primes sous forme d'émoluments, perceptibles après chaque affaire. Toutefois, le salaire des officiers ainsi que des fonctionnaires de l'administration, même avec les émoluments, semblait insuffisant pour vivre uniquement du service du roi. Les fonctionnaires disposant d'un meilleur salaire étaient aussi insatisfaits, ils jugeaient que leur traitement annuel était insuffisant pour maintenir un train de vie digne de leur fonction. Il était courant pour ces hauts fonctionnaires de s'endetter pour tenter de maintenir artificiellement ce train de vie.
En réponse à la faiblesse des salaires, le cumul des charges et la recherche d'un revenu supplémentaire dans d'autres activités étaient généralisés, aucun fonctionnaire n'était serviteur du roi à temps plein. À l'exception des greffiers et autres commis devant gérer les archives et les différents papiers, les serviteurs du roi étaient somme toute peu occupés. Le lieutenant civil et criminel n'avait qu'à présider les audiences bihebdomadaires (mardi et vendredi), ce qui lui laissait le reste de la semaine pour vaquer à ses autres occupations professionnelles. Les petits fonctionnaires possédant certaines bases sur les procédures judiciaires (huissiers, greffiers, notaires etc.) pouvaient accumuler les charges pour y soutirer un revenu supplémentaire. Ils pouvaient aussi se présenter comme praticiens du droit et proposer leurs connaissances de l'appareil juridique pour conseiller les habitants qui n'étaient pas familiers avec les procédures judiciaires.Gilles Hocquart se plaignit au ministre de la Marine des fonctionnaires qui selon lui étaient plus intéressés au commerce et à leurs propres affaires qu'au service du roi.

### Un groupe social urbain
La forte concentration des services administratifs et judiciaires dans les trois villes du Canada limitait énormément les interactions entre la majorité des serviteurs du roi et la majorité de la population, qui vivait en zone rurale. La justice du roi apparaissait comme une créature urbaine, peu accessibles aux habitants vivant dans les seigneuries loin des villes. Les habitants n'étaient pas pour autant dépourvus de contacts avec le pouvoir colonial et ses représentants. Le subdélégué de l'intendant représentait l'autorité supérieure en matière de police lorsque ses assignations le menaient dans les campagnes. De plus, les agriculteurs interagissaient avec le notaire lorsqu'un contrat ou un acte notarié était rédigé, et le capitaine de milice s'assurait que tous soient au courant des ordonnances royales passées à Québec. Cependant, il s'agissait de la majorité des interactions des habitants avec les serviteurs du roi et le travail de ces derniers avait peu d'impacts directs sur la vie quotidienne des premiers. Même le grand voyer, pourtant chargé de l'entretien des routes partout au Canada, habitait Québec et collaborait avec le subdélégué depuis la capitale.   

### Les fonctions peu prestigieuses
Le prestige de servir le roi n'arrivait pas à camoufler les conditions de travail et de vie souvent difficiles des petits administrateurs et officiers de justice pris au bas de l'échelle sociale. La faiblesse des salaires et les rigueurs du pays accentuaient leur vulnérabilité. Les notaires royaux ruraux étaient victimes de la pauvreté et de la faiblesse de leurs émoluments. Plusieurs se plaignirent à l'intendant d'être incapables de pourvoir aux besoins de leurs familles à cause de la faiblesse de leur solde.  
Les huissiers étaient aussi mal payés et il était courant pour l'huissier de cumuler les charges ou de proposer ses services en tant que praticien du droit à des particuliers ne connaissant pas le fonctionnement de l'appareil judiciaire. Beaucoup d'huissiers se firent aussi notaires. Leur travail se faisait dans des conditions difficiles car ils avaient la tâche ingrate de procéder aux saisies et aux arrestations. Il signifiait aussi les sentences à l'issue du procès. Ils étaient donc souvent victimes de violence de la part des perquisitionnés, qui les chassaient violemment des lieux. 
Toutefois, aucun officier n'était plus détesté que le maître des hautes œuvres. Il exécutait les sentences de haute justice et les peines capitales et avait à sa disposition les outils et structures construites par le charpentier royal, qui était cependant sous l'autorité du prévôt de la maréchaussée. La charge du bourreau était par nature la seule qui n'apportait que de l'infamie sociale. Le bourreau appartenait au monde du sang et était le seul à pouvoir violer l'interdit du meurtre, mais inconsciemment, la population rattachait le maître des hautes œuvres aux crimes qu'il punissait. La difficulté de pourvoir ce poste forçait le pouvoir colonial offrir une remise de peine à un criminel contre la prise en charge de l'office, ce qui rendait la fonction encore plus dégradante. Le métier de bourreau suscitait le dégoût et l'aversion des habitants. Il était impossible pour le bourreau de vivre en société, il était complètement ostracisé lui et sa famille du tissu social et vivait à l'écart de tous.

## Changement de régime
La défaite de la Nouvelle-France lors de la guerre de la Conquête vit la colonie passer sous contrôle britannique après la signature du traité de Paris en 1763. Le Canada, transformé en la province de Québec, vit le remplacement définitif de ses institutions politiques, administratives et judiciaires par celles issues de sa nouvelle métropole. Certains charges comme celle d'huissier, de commis, de greffier ou de notaire, qui existaient dans le système anglais furent conservées, mais le passage au code civil et criminel anglais et la dissolution des instances du gouvernement colonial français marquèrent la fin des activités pour la majorité des serviteurs du roi. Plusieurs hauts fonctionnaires purent rentrer en France, tandis que ceux qui restèrent reprirent leurs autres occupations (commerce, agriculture, métiers divers) et durent s'adapter au nouveau contexte géopolitique auquel ils étaient désormais soumis.